# リトリート (宗教上)
リトリート（英語: Retreat）とは、宗教上の理由で、忙しい日常の生活から離れて、ひとり或いはグループで深く内省する活動を意味してきた。

## 語源
リトリートは英語のretreatで、もともとラテン語の「再び、後ろへ」を意味するre（レ）と、「引く」を意味するtraho（トラホ）から、フランス語のretrait（ルトレ）を経由してできた名詞で、動詞として軍隊などが退却したり、ある主張から宗旨変えする場合にも使われる。

## 各宗教で
世界のおもな宗教では、リトリートが行われてきた。ヒンドゥー教・仏教では、日常の生活から離れて遠くに籠もり内省することが重要視されてきて、特に禅宗ではこれが接心などで顕著である。また、ユダヤ教・キリスト教でも修養会などが盛んに行われてきた。イスラム教では、スーフィ派で特にリトリートが行われている。

## 派生的な使用
こうした宗教上の理由からの意味から離れて、様々に隔離あるいは独立した活動のリトリート (避難所)として、例えばイギリスで精神病者に新しい施設であるヨーク・リトリート（York Retreat）などにも使われる。

## 参照項目
- 質素な生活 (Simple living)